# Elaeagnus angustifolia

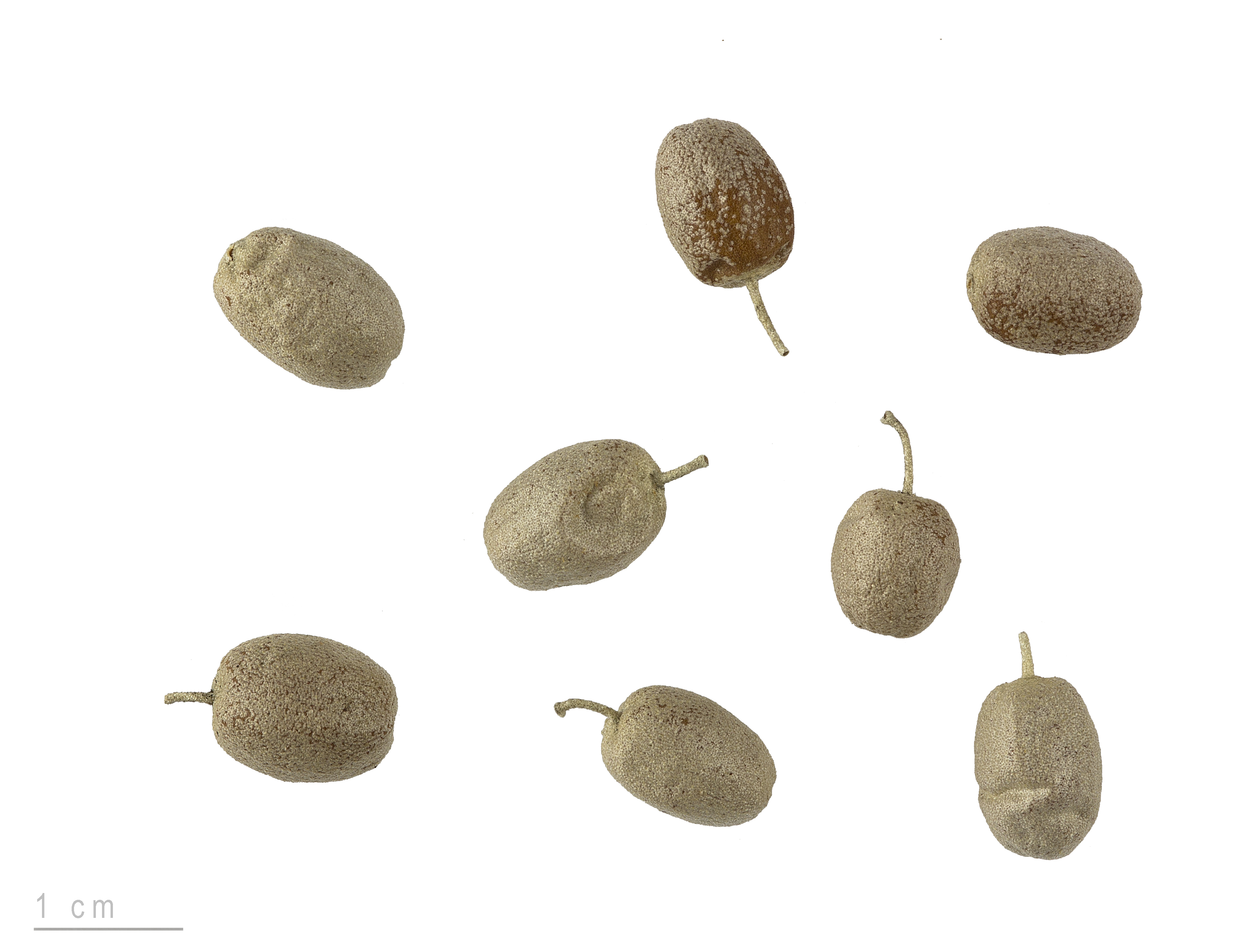
Elaeagnus angustifolia - MHNT

Elaeagnus angustifolia é uma espécie de planta com flor pertencente à família Elaeagnaceae. Presente de forma nativa desde o leste europeu até o leste asiático, foi introduzida no leste dos bálcãs, Europa central, Europa ocidental, América do Norte e sul da América do Sul.
A autoridade científica da espécie é L., tendo sido publicada em Species Plantarum 1: 121. 1753.
Os seus nomes comuns são árvore-do-paraíso, oleastro ou oliveira-do-paraíso.

## Portugal
Trata-se de uma espécie presente no território português, nomeadamente no Arquipélago dos Açores e no Arquipélago da Madeira.
Em termos de naturalidade é introduzida nas duas regiões atrás referidas.

## Protecção
Não se encontra protegida por legislação portuguesa ou da Comunidade Europeia.